# Je veux juste en finir
Pour plus de détails, voir Fiche technique et Distribution.
Je veux juste en finir (I'm Thinking of Ending Things) est un drame psychologique américain réalisé par Charlie Kaufman, sorti en 2020.
Il s'agit de l'adaptation cinématographique du roman Je sens grandir ma peur de Iain Reid (en).

## Synopsis
En couple depuis un certain temps, Jake décide d'emmener sa petite copine pour rencontrer ses parents qui vivent dans une ferme reculée. Après avoir pris la route enneigée en pleine campagne, le couple arrive à la maison des parents. Au cours de la soirée, l’ambiance devient de plus en plus pesante, la mère se plaint d’entendre des voix, des peintures inquiétantes sont présentes au sous-sol.

## Fiche technique
Sauf indication contraire, les informations mentionnées dans cette section peuvent être confirmées par la base de données cinématographiques IMDb,  présente dans la section « Liens externes ».
- Titre original : I'm Thinking of Ending Things
- Titre français : Je veux juste en finir
- Réalisation : Charlie Kaufman
- Scénario : Charlie Kaufman, d'après le roman I'm Thinking of Ending Things de Iain Reid
- Décors : Molly Hughes
- Photographie : Łukasz Żal
- Montage : Robert Frazen
- Musique : Jay Wadley
- Production : Stefanie Apiazu, Anthony Bregman, Charlie Kaufman et Ian Reid
- Société de production : Likely Story
- Société de distribution : Netflix
- Pays d'origine :  États-Unis
- Langue originale : anglais
- Durée : 134 minutes
- Genre : drame et psychologique
- Dates de sortie :
  - États-Unis : 28 août 2020 (sortie limitée en salles)
  - Monde : 4 septembre 2020 (sur Netflix)

## Distribution
- Jesse Plemons (VF : Yoann Sover) : Jake
- Jessie Buckley (VF : Sara Chambin) : la jeune femme, nommée Lucy, Louisa, Lucia ou Ames
- Toni Collette (VF : Marjorie Frantz) : la mère de Jake
- David Thewlis (VF : Guillaume Lebon) : le père de Jake
- Colby Minifie (VF : Youna Noiret) : Yvonne
- Guy Boyd (VF : Philippe Catoire) : le concierge
- Oliver Platt (VF : Bernard Bollet) : la voix
- Teddy Coluca (VF : Franck Capillery) : le client du dîner
- Hadley Robinson : Laurey / Tulsey Town Girl 1
- Gus Birney : tante Eller / Tulsey Town Girl 2
- Abby Quinn : Tulsey Town Girl 3

 Source et légende : version française (VF) sur RS Doublage et selon le carton du doublage français sur le DVD zone 2.

## Production
Brie Larson devait jouer le rôle féminin principal du film, mais elle a refusé pour conflit d'emploi du temps et fut remplacée par Jessie Buckley[réf. nécessaire].
Le tournage débute le 13 mars 2019 à Fishkill dans l'État de New York avant de s'achever le 29 avril 2019.

## Analyse
Je veux juste en finir, adapté du roman de Ian Reid, contient des scènes aussi surréalistes qu'inexplicables. Entre réalité et imagination, certaines scènes du film peuvent être expliquées [Comment ?].

La scène la plus importante est celle du petit voyage de Jake et Lucy en voiture. On y comprend que Lucy (petite amie de Jake, dont le prénom ne cesse de changer au fil de l'histoire) veut mettre fin à son histoire amoureuse avec Jake : 
« J’envisage de mettre un terme à tout ça. »
« I’m thinking of ending things »
 À partir de la scène du dîner chez les parents de Jake, certaines scènes commencent à devenir compliquées (vieillissements instantanés des parents de Jake, rajeunissements, etc). En réalité, Jake souffre à l’idée de savoir que ses parents vieillissent, meurent. Il sent la peur grandir en lui, il a lui-même peur d’« en finir » avec lui-même. Les scènes de dîner avec ses parents sont des souvenirs bien réels.
Vers la fin du film, Lucy, perdue dans l'ancien lycée de Jake, rencontre le vieux concierge de l’établissement, qui est en fait Jake en beaucoup plus vieux. La discussion entre ces deux personnages nous laisse savoir que Jake et Lucy n’ont jamais été en couple. Il n’a fait que la croiser dans un bar il y a très longtemps mais n’a jamais osé lui demander son numéro de téléphone, il n’a donc rien vécu avec elle.
Lors de la pré-scène de fin, le vieux concierge (qui est en réalité Jake) fait une crise d'hypothermie. Son corps lui envoie des pulsions de chaleur intense, puis son imagination se met à s'éclairer une dernière fois. Alors qu'il se déshabille entièrement, des images animées d'un cochon qui parle apparaissent sur son pare-brise. Le cochon, prononçant des paroles bienveillantes envers le vieux Jake, avance vers un tunnel blanc, suivi du vieux concierge qu'est Jake. Cette scène symbolise la préparation de Jake à mourir, à « en finir ». Au beau milieu du film, Jake explique à Lucy qu'un de ses cochons est mort lentement, dévoré par des asticots, la pré-scène de fin lui fait référence.
Les séquences où l'on voit Jake (vieux concierge) en train de regarder des films et des dessins animés (personnages animés apparaissant sur son pare-brise à la scène de fin, cochon qui parle) symbolisent le fait que Jake est un homme frustré, se noyant dans le divertissement pour combler sa solitude, contemplant la vie qu’il a failli avoir. Il a failli devenir un grand professeur. Les personnages apparaissant tout au long du film hors-dialogues (les serveuses de Tulsey Town par exemple) sont imaginaires mais deviennent réels en intégrant l’esprit de Jake.
Le titre du film Je veux juste en finir prend alors tout son sens. On pourrait croire qu'il représente alors la volonté du personnage qui veut « en finir » avec sa situation amoureuse. En réalité, le titre du film fait davantage référence à l'envie de « tout arrêter », au suicide.